# شبگردیان
شبگردیان (به لاتین: Caprimulginae) یا شبگردهای نمادین یک زیرتیره از پرندگان شب‌زی از تیرهٔ شبگردان (Caprimulgidae) هستند. اندازهٔ آنها متوسط با بالهای بلند، پاهای کوتاه و منقارهای بسیار کوتاه است. آنها معمولاً روی زمین لانه می‌کنند. آنها از حشرات پروازی تغذیه می‌کنند.